# Santa Bárbara (Ezequiel Zamora)
Pour les articles homonymes, voir Santa Barbara.
Santa Bárbara est l'une des quatre paroisses civiles de la municipalité de Ezequiel Zamora dans l'État de Barinas au Venezuela. Sa capitale est Santa Bárbara, chef-lieu de la municipalité. En 2018, sa population s'élève à 45 714 habitants.

## Géographie

### Démographie
Hormis sa capitale Santa Bárbara, la paroisse civile comporte plusieurs localités et fermes portant les noms de fundo ou de hacienda, dont :
- Agua Linda
- Catalina
- El Cambur
- El Piñal
- El Papayo
- El Silencio
- El Yaure
- Guaratarito
- La Garza
- Limoncito
  - Limoncito de Caparo
  - Limoncito del Este
  - Limoncito del Medio
  - Limoncito del Norte
  - Limoncito del Oeste
- Mano de Tigre
- Otopún
- San Antonio de Pajén
- Santa Ana
- Santa Bárbara